# Ahmad Massoud
Ahmad Massoud (in tagico احمد مسعود; Piyu, 10 luglio 1989) è un politico e generale afghano a capo della resistenza del Panjshir anti-talebana.

## Biografia
È figlio del generale Massoud, storico combattente dapprima contro le forze di occupazione sovietiche, poi guida dell'Alleanza del Nord contro l'emirato talebano fino alla sua uccisione, nel 2001, per mano di al-Qaida con un attentato suicida che avvenne due giorni prima degli attentati dell'11 settembre.
È fuggito in Tagikistan a seguito della conquista talebana dell'ultima roccaforte rimasta, la Valle del Panshir, avvenuta nel settembre 2021, settimane dopo la caduta di Kabul, rimanendo tuttavia uno dei principali leader della guerriglia antitalebana nella nazione anche nel periodo successivo.